# Ясная улица (Екатеринбург)
Я́сная у́лица — улица Екатеринбурга, одна из живописнейших улиц города, первая её половина широкой дугой огибает парк с водоемами.
Идёт от Московской улицы до улицы Академика Бардина — дома № 2 — 46 — Верх-Исетский район, часть домов по четной стороне № 114—134, а также дома по нечетной стороне № 1, 3, 31 — 35 — Ленинский район. Общая протяжённость — около 2000 метров.

## История и архитектура
В начале XIX века на месте нынешней улицы находилось Камышенское болото. Позже велись разработки торфа на т. н. «Московском торфянике», существовала пожарная вышка, в начале улицы брала истоки река Монастырка (в 1960-е заключена в трубу).
Ясная улица образовалась в частном секторе юго-западного района в нач. 1960-х годов. Были выстроены одноэтажные дома № 110—134. Затем, при новой застройке района, ось улицы была проведена несколько западнее, так что получился парадокс — улица и поныне с обеих её сторон частично имеет дома чётной нумерации.
В годы массового жилищного строительства улица застраивалась постепенно, вначале 5-этажными панельными домами в «хрущевском» стиле. В 1966 сданы дом № 6 (позже с кафе «Русская изба») и 24 (с продуктовым магазином), в 1967 — № 32 с корпусами, 34/1, 36/1 (с аптекой), в 1968 — 34/3 и 36/2. В начале улицы строится 6 корпусов общежитий (сданы в 1969-71). В 1970 сдан 9-этажный дом № 34/2. В эти годы на пересечении с ул. Волгоградской введен крупнейший в городе больничный комплекс.
К октябрю 1968, в честь юбилея комсомола был открыт Парк имени 50-летия ВЛКСМ, высажены деревья, обустроены водоемы реки Монастырки, дорожки, сделано освещение. С конца 1990-х парк планомерно сокращается, непосредственно на его территории были возведены: в 1992—2001 — методисткая церковь, весной 2003 — Свято-Никольский храм, с 2001-10 - Храм Серафима Саровского. Сам парк в 2003 включен его в программу благоустройства парков. Проведено частичное благоустройство, оборудованы детские площадки, места отдыха. Однако 29 октября 2009 выделены землеотводы для многоэтажного многофункционального гостинично — офисного центра и Экологического отделения Центра дополнительного образования для детей «Дворец молодежи», вновь резко сократившие площадь парка, против чего выступали жители района, в 2012 проводились митинги и пикеты. В конце 2012 жители всё же проиграли и экологическое отделение Дворца молодежи было построено к 2014, были высажены несколько сотен деревьев, 2,2 га парка были обнесены забором.
На улице Ясной были сданы первые в городе 16-этажные дома, № 30 (1976) и № 28 (1977). В 1979 сдан 12-этажный дом № 38 с кассами Аэрофлота.
Новый облик улице придали четыре 14-этажных кирпичных дома индивидуальной планировки (№ 18 сдан в 1988, № 14 и 22 — в 1989, № 8 — в конце 1994), в
1994 сдан 10-этажный дом № 4, в 1997 — 14-этажный № 22-б, в 2009 — 17-этажный № 22-г. 13-18 этажными домами застраивается квартал нечетной стороны от улиц Шаумяна до Волгоградской, в 2005 сдан дом № 35, в 2006 — 33, в 2007 — 31 (с супермаркетом «Кировский»). 17-этажный дом № 20 «Ясная поляна» сдан в 2012, 26-этажный ЖК «Лига чемпионов» на углу улиц Ясной-Шаумяна сдан в 2017-18.
В 2008-11 в начале улицы построена крупная автодорожная развязка. В сентябре 2009 в начале улицы сдан ТРЦ «Фан-фан».